# Freyung
Freyung – miasto powiatowe w Niemczech, w kraju związkowym Bawaria, w rejencji Dolna Bawaria, w regionie Donau-Wald, siedziba powiatu Freyung-Grafenau. Leży w Lesie Bawarskim, około 160 km na północny wschód od Monachium, nad rzeką Ilz, przy drodze B12, B533 i linii kolejowej Freyung – Pasawa, 23 km od granicy niemiecko-austriacko-czeskiej.

## Demografia
Dane o ludności z 31 grudnia 2008:
| Opis                                | Ogółem | Ogółem | Kobiety | Kobiety | Mężczyźni | Mężczyźni |
| ----------------------------------- | ------ | ------ | ------- | ------- | --------- | --------- |
| Jednostka                           | osób   | %      | osób    | %       | osób      | %         |
| Populacja                           | 6987   | 100    | 3659    | 52,37   | 3328      | 47,63     |
| Wiek przedprodukcyjny (0–17 lat)    | 1085   | 15,53  | 539     | 7,71    | 546       | 7,81      |
| Wiek produkcyjny (18–65 lat)        | 4403   | 63,02  | 2203    | 31,53   | 2200      | 31,49     |
| Wiek poprodukcyjny (powyżej 65 lat) | 1499   | 21,45  | 917     | 13,12   | 582       | 8,33      |

## Polityka
Burmistrzem jest Olaf Heinrich, wcześniej urząd ten sprawował Peter Kaspar. Rada miasta składa się z 20 osób.
|      | CSU | SPD | BGS | ödp | ÜWFK | FDP | JWU | Razem |
| 2008 | 10  | 1   | 4   | 2   | 1    | 1   | 1   | 20    |
| 2002 | 7   | 3   | 6   | 2   | 2    | -   | -   | 20    |

## Współpraca
Miejscowości partnerskie:
- Bawaria: Pasawa
- Austria: Seewalchen am Attersee
- Czechy: Vimperk

## Zabytki
- pałac Wolfstein
- Kościół pw. Wniebowstąpienia NMP (Maria Himmelfahrt)
- parafia
- Kościół pw. św. Anny ( St. Anna) w dzielnicy Kreuzberg
- dom Wiesbauerhaus
- Muzeum Szkła Schramlhaus
- Muzeum Krajoznawcze (Heimatmuseum Winterberg)